# Вільгельм III (граф Провансу)
Вільгельм (Гільйом) III (фр. Guillaume III; д/н — 1037) — граф і маркіз Провансу в 1014—1037 роках.

## Життєпис
Походив з династії Бозонідів (Прованського дому), зі старшої гілки. Старший син Ротбальда II, графа Провансу, і Ерменгарди. Народився десь після 1002 року. 1014 року після смерті батька успадкував графство Прованс і титул маркіза. Через малий вік регентство отримала його мати, що невдовзі вийшла заміж за Рудольфа III, короля Бургундії.
Вільгельм III перший фактично зміг перейняти владу десь у 1016—1018 роках, коли влада короля Рудольфа III послабилася у протистоянні зі Священною Римською імперією. В 1016 році разом з молодшим братом Гуго перебував на засіданні рейхстагу в Страсбурзі.
Втім граф і маркіз Провансу зберігав вірність королю. Стикнувся з вимогами свого шваґра Вільгельма III, графа Тулузи, поступитись Прованським Прованським маркізатом. В свою чергу Вільгельм III Прованський уклав союз з Беренгер-Рамоном I, графом Барселонським. У 1021—1023 роках намагався втрутитися у боротьбу в Прованському графстві, що перебувало під владою Молодших Бозонідів. Там правили малолітні графи при регентстві Аделаїди Анжуйської. Разом з тим погиркався із папою римським Іваном ХІХ через потурання графом своїм васалам, що грабували церковну власність. У 1023 або 1024 році погодився передати Прованський маркізат в управління графу Тулузи. 1024 року разом з родичкою Аделаїдою Анжуйською здійснив пожертву на абатство Сен-Віктора в Марселі.
1030 року згадується як даруватель абатству Сенн-Віктора в Марселі. 1034 року після входження Арелатського королівства (Бургундії) до складу Священної Римської імперії зберіг усі свої володіння. 1037 року видав хартію щодо дарування Клюнійському абатству.
Помер наприкінці 1037 року. Втім оскільки Вільгельм III Тулузький, помер трохи раніше, то Вільгельм Прованський вирішив змінити свій заповіт: його частину Прованського графства успадкувала сестра Емма, а Прованський маркізат — представник молодшої гілки Бозонідів — Фульк Бертран.

## Родина
Дружина — Люція
Діти: не було